# Seleção Montenegrina de Voleibol Masculino
A seleção montenegrina de voleibol masculino é uma equipe europeia composta pelos melhores jogadores de voleibol de Montenegro. A equipe é mantida pela Federação Montenegrina de Voleibol (Odbojkaški savez Crne Gore). Encontra-se na 68ª posição no ranking mundial da FIVB segundo dados de 4 de janeiro de 2012.